# Ysanne Gayet
Ysanne Daphne Cristine Pearson (Colombo, Ceilán, 15 de diciembre de 1948), conocida como Ysanne Gayet, reside en Paraguay desde 1970. Es una artista plástica, escritora y filántropa británica importante para la cultura paraguaya.

## Primeros años
Hija de Anthony Pearson y Eleane Cope, nació en Slave Island, Ceilán, cuando sus padres estaban en misión. Su padre era miembro de la Royal Air Force perteneciente a las fuerzas armadas británicas. Tiene tres hermanos Christopher, Nicola y Roger Pearson.
Vivió con sus padres hasta que a los diez años la mandaron a un internado, un convento en Bélgica, donde estudió hasta los 13 años de edad y donde aprendió hablar en francés.

## Paraguay
Vive en Paraguay desde 1970, donde se casó con el francés Bertrand Gayet, del cual saco su nombre artístico, y con quien tuvo tres hijos: Oliver Paul Gayet, Claire Thérèse Gayet y Clementine Ysanne Gayet.
Empezó a pintar y a exponer sus cuadros a mediados de los años 1970.
En 1976 fue su primera exposición y desde ahí ha expuesto individualmente y de manera colectiva en Uruguay, Inglaterra, México, Francia y Paraguay.
En 1979 fundó el Museo del Barro junto con Osvaldo Salerno y Carlos Colombino.
En 1990 fue autora intelectual de la creación del acto contra la deforestación, realizado en el Club Mbiguá, bahía de Asunción para celebrar el Día de la Tierra.
En 1992 obtuvo el primer puesto entre 51 países en un concurso organizado por la Maison des Cultures da Monde en conjunto con las Alianzas Francesas del mundo y un premio de reconocimiento por la organización Pro Natura.
En 1992 fue propulsora, en el día mundial del medio ambiente, del acto «Únete al Arroyo» contra la polución del agua, realizado en las calles de Asunción. A partir de eso trabajo como independiente a favor del medio ambiente dando charlas referentes al tema.
En agosto y setiembre de 1994 colaboró con Teleducación para realizar un video sobre el patrimonio cultural histórico de San Lorenzo.
Desde 1985 obtuvo varios premios entre ellos a la creatividad en el Bosque de los Artistas de Hermán Guggiari en conjunto con Mery Samaniego.
El 8 de enero de 2010 inaugura el Centro Cultural del Lago en Aregua, ciudad en la que reside desde 1995.
Ha publicado varios libros a lo largo de su carrera: Las Tortugas de Chovoreca, The Paraguay River, A Boat Trip to the Pantanal, la colección de Cuentos del Lago Azul, y Sub Tropical Essays. Su estilo tan característico también encontró eco en las ilustraciones de algunos cuentos paraguayos como: Una historia del Jasy Jatere.
Ha realizado también cinco audiovisuales: La Gira (sobre los descendientes del primer circo paraguayo), Las Tortugas de Chovoreca, Los Alfareros de Areguá (2011), ¡Que vuelva el lago azul! (2013) y De Fiesta en Fiesta (2014).
En mayo de 2015 fue distinguida con el Premio Carlos Colombino, otorgado por la Secretaría Nacional de Cultura (SNC).
Tiene tres hijos y cinco nietos. Reside desde el mismo año en la ciudad de Areguá donde además de administrar el Centro Cultural del Lago; trabaja con el Consejo de las Aguas de Areguá a favor de la conservación del patrimonio de Areguá y del medio ambiente.